# Naruto Shippūden: Ultimate Ninja Storm 4
 (mai 2017).
Si vous disposez d'ouvrages ou d'articles de référence ou si vous connaissez des sites web de qualité traitant du thème abordé ici, merci de compléter l'article en donnant les références utiles à sa vérifiabilité et en les liant à la section « Notes et références ».
Naruto Shippūden: Ultimate Ninja Storm 4 est un jeu vidéo de combat adapté du manga Naruto, développé par CyberConnect2 et édité par Bandai Namco Games sur PlayStation 4, Xbox One et Windows en février 2016. Avec les dessins officiels de Masashi Kishimoto pour les formes éveillés des personnages de Itachi Uchiha et Shisui Uchiha avec les tout nouveau design de leur Susano.
Une extension du jeu vidéo intitulée Road to Boruto est sortie le 2 février 2017. Le jeu est sorti sur Nintendo Switch le 24 avril 2020, coïncidant avec la sortie d'un contenu téléchargeable New Generations, disponible sur tous les supports, donnant accès aux personnages Momoshiki et Kinshiki.
Il devait alors s'agir du dernier épisode de la série Naruto: Ultimate Ninja par Bandai Namco. Toutefois, Bandai Namco annonce en 2023 la sortie de Naruto x Boruto Ultimate Ninja Storm Connections qui propose une histoire originale et des personnages allant jusqu'à Boruto: Naruto Next Generations.

## Trame
L'histoire du jeu débute pendant la 2e partie de la grande guerre des ninjas dès la fin de Naruto Shippūden: Ultimate Ninja Storm 3, où Naruto Uzumaki (Orbe des démons à queues) a détruit le masque de Tobi et dès la fin du combat entre Kabuto en mode Ermite contre Itachi Uchiwa (Réanimé) et Sasuke Uchiwa (Kaléidoscope hypnotique du Sharingan éternel) dans Naruto Shippūden: Ultimate Ninja Storm 3 Full Burst. 
Cinq chapitres du jeu découpent la 2e partie de la 4e grande guerre des ninjas : 
- 1er chapitre : Genèse - Ce 1er chapitre raconte le combat entre Hashirama et Madara.

- 2e chapitre : Deux guerriers inégalés - Ce 2e chapitre raconte la suite de la 4e grande guerre des ninjas avec l'identité révélée de Tobi et le retour d'Orochimaru. Il racontera aussi le combat contre Jûbi et le retour des Hokage décédés.

- 3e chapitre : Le front uni - Ce 3e chapitre raconte la suite du combat contre Jûbi avec celui de la naissance du réceptacle de Jûbi : Obito Uchiwa.

- 4e chapitre : L'ultime bataille - Ce 4e et avant-dernier chapitre nous racontera le combat contre Madara avec le pouvoir de l'Ermite Rikudô et l'ultime affrontement contre Kaguya Ôtsutsuki.

- 5e chapitre : Une nouvelle vie - Ce dernier chapitre conclut le combat final entre Naruto et Sasuke et la fin du manga.

- Road To Boruto: La légende de Boruto - Ce chapitre supplémentaire raconte les événements de Boruto : Naruto, le film.

## Système de jeu
Naruto Shippūden: Ultimate Ninja Storm 4 reprend le système de jeu des précédents épisodes de la série Ultimate Ninja Storm, avec des combats en un contre un avec deux personnages de soutien se déroulant dans des arènes en trois rounds.
Le jeu propose un mode histoire complet, avec des combats de boss, ainsi qu'un mode offrant la possibilité de changer d'avatar de personnage principal en plein combat. Le jeu propose également des DLC contenant les personnages de Naruto the Last, le film dont Naruto, Hinata, Sasuke, Sakura, Kakashi devenu le 6e Hokage et Hanabi Hyûga. D'autres DLC dont le quartet des ninjas d'Oto ainsi que Boruto Uzumaki avec Sarada Uchiwa y sont également.
Dans l'extension intitulée Road to Boruto, le jeu accueille de nouveaux DLC dont l'un contient Mécha-Naruto, et un autre contenant les personnages de Boruto : Naruto, le film tels que Naruto devenu le 7e Hokage de Konoha, Sasuke le ninja vagabond, Sakura, Gaara, Boruto, Sarada et Mitsuki.
Dans cet épisode, les personnages de soutien ne sont plus jouables.
Le thème du générique d'ouverture s'intitule Spiral et est chanté par le groupe KANA-BOON.

## Personnages jouables
- Naruto Uzumaki: Jeune, Adolescent (Orbe tourbillonnant à neuf queues, Orbe shuriken, Mode Ermite, Contrôle de Kyûbi, Orbe des démons à queues, Tenue des Réceptacles, Lien avec Kurama, Mode Ermite Rikudô), The Last, Adulte (7e Hokage, La légende de Boruto).
- Sasuke Uchiwa: Jeune (Examen Chûnin, Vallée de la Fin), Adolescent (Lance des mille oiseaux, Kirin, "Taka", Conseil des cinq Kage, Kaléidoscope hypnotique du Sharingan éternel, Rinnegan), The Last, Adulte (Ninja vagabond, La légende de Boruto).
- Sakura Haruno: Jeune, Adolescente (Habits ordinaires, Tenue de Guerre), The Last, Adulte (La légende de Boruto).
- Kakashi Hatake: Jeune, Adolescent (ANBU), Adulte (Double éclair pourfendeur, Autorité divine, Tenue de Guerre, Double Sharingan, 6e Hokage).
- Neji Hyûga: Jeune, Adolescent (Habits ordinaires, Tenue de Guerre).
- Rock Lee: Jeune, Adolescent (Habits ordinaires, Tenue de Guerre), Adulte (La légende de Boruto).
- Tenten: Jeune, Adolescente (Habits ordinaires, Tenue de Guerre), Adulte (La légende de Boruto).
- Gai Maito: Paon matinal, Tigre diurne, Ouverture de la 8e porte.
- Shino Aburame: Jeune, Adolescent (Habits ordinaires, Tenue de Guerre), Adulte (La légende de Boruto).
- Kiba Inuzuka: Jeune, Adolescent (Habits ordinaires, Tenue de Guerre), Adulte (La légende de Boruto).
- Hinata Hyûga: Jeune, Adolescente (Habits ordinaires, Tenue de Guerre), The Last, Adulte (La légende de Boruto).
- Yamato: Adolescent (ANBU), Adulte (Jônin, Tenue de Guerre).
- Ino Yamanaka: Jeune, Adolescente (Habits ordinaires, Tenue de Guerre), Adulte (La légende de Boruto).
- Shikamaru Nara: Jeune (Examen Chûnin, Tenue de Chûnin), Adolescent (Habits ordinaires, Tenue de Guerre), Adulte (La légende de Boruto).
- Chôji Akimichi: Jeune, Adolescent (Habits ordinaires, Tenue de Guerre), Adulte (La légende de Boruto).
- Asuma Sarutobi: Vivant, Réanimé.
- Sai: Adolescent (Habits ordinaires, Tenue de Guerre), Adulte (La légende de Boruto).
- Suigetsu Hôzuki: Habits ordinaires, "Taka".
- Jûgo: Tenue de prisonnier, "Taka".
- Karin: Habits ordinaires, "Taka", Tenue de prisonnière.
- Gaara: Jeune (Examen Chûnin, Récup'Sasuke), Adolescent (Kazekage, Conseil des Kage, Tenue de Guerre, Tenue des Réceptacles), Adulte (La légende de Boruto).
- Kankurô: Jeune (Examen Chûnin, Récup'Sasuke), Adolescent (Sauvetage du Kazekage, Conseil des Kage, Tenue de Guerre), Adulte (La légende de Boruto).
- Temari: Jeune (Examen Chûnin, Récup'Sasuke), Adolescente (Sauvetage du Kazekage, Conseil des Kage, Tenue de Guerre), Adulte (La légende de Boruto).
- Jiraya: 2e grande guerre ninja, habits ordinaires.
- Orochimaru: 2e grande guerre ninja, Akatsuki, habits ordinaires.
- Tsunade: 2e grande guerre ninja, habits ordinaires.
- Kabuto Yakushi: Habits ordinaires, 4e grande guerre ninja (Cape de Serpent, Mode Ermite).
- Itachi Uchiwa: Ninja de Konoha (ANBU), Akatsuki (Arcanes Lunaires, Lame de Totsuka), Réanimé.
- Kisame Hoshigaki: Ninja de Kiri, Akatsuki.
- Sasori: Vivant (Ninja de Suna, Akatsuki), Réanimé.
- Deidara: Vivant (Ninja d'Iwa, Akatsuki), Réanimé.
- Pain: Corps originel (Ninja d'Ame), Tendo.
- Konan: Ninja d'Ame, Akatsuki.
- Hidan: Ninja de Yu, Akatsuki.
- Kakuzu: Vivant (Ninja de Taki, Akatsuki), Réanimé.
- Tobi: Homme Masqué, Akatsuki, 4e grande guerre ninja.
- Obito Uchiwa: Jeune, Adolescent (Peau de Zetsu), Adulte (Démasquage de Tobi, Hôte de Jubi).
- Nagato: Vivant (Ninja d'Ame), Réanimé.
- Kaguya Ôtsutsuki
- Madara Uchiwa: Vivant (Vallée de la Fin), Réanimé (Rinnegan, Parfait Susanô, Hôte de Jubi).
- Hashirama Senjû: Vivant (1er Hokage, Vallée de la Fin), Réanimé (Mode Ermite).
- Tobirama Senjû: Vivant, Réanimé.
- Hiruzen Sarutobi: Vivant (3e Hokage, Tenue de Combat), Réanimé.
- Minato Namikaze: Vivant (Jônin, Hokage), Réanimé.
- Kushina Uzumaki: Jônin, habits ordinaires.
- Lin Nohara
- Konohamaru Sarutobi
- Hanabi Hyûga: Habits ordinaires, The Last.
- Shisui Uchiwa
- A: Veste, Conseil des Kage.
- Mei Terumi
- Ônoki
- Danzô Shimura
- Darui
- Mifune: Conseil des Kage, Tenue de Guerre.
- Hanzô: Vivant, Réanimé.
- Chiyo: Vivante, Réanimée.
- Killer Bee: Acrobat, Peau de requin, Tenue des Réceptacles
- Iruka Umino
- Yugito Nii: Vivante (Habits ordinaires, Tenue des Réceptacles), Réanimée.
- Yagura: Vivant (Habits ordinaires, Tenue des Réceptacles), Réanimé.
- Rôshi: Vivant (Habits ordinaires, Tenue des Réceptacles), Réanimé.
- Han: Vivant (Habits ordinaires, Tenue des Réceptacles), Réanimé.
- Utakata: Vivant (Habits ordinaires, Tenue des Réceptacles), Réanimé.
- Fû: Vivante (Habits ordinaires, Tenue des Réceptacles), Réanimée.
- Zabuza Momochi: Vivant (Tenue de Jônin, habits ordinaires), Réanimé.
- Haku: Vivant (Avec le Masque, Sans le Masque), Réanimé.
- Kimimaro: Vivant, Réanimé.
- Sakon/Ukon
- Kidomaru
- Tayuya
- Jirôbô
- Mecha-Naruto.
- Boruto Uzumaki: La légende de Boruto, outil de ninja expérimental, sauvetage du Hokage.
- Sarada Uchiwa: La légende de Boruto, examen des Chûnins.
- Mitsuki
- Kinshiki Ôtsutsuki
- Momoshiki Ôtsutsuki

## Liste des techniques
| Personnages                                                                         | Techniques secrètes                                                                                             | Techniques | Éveil                                                                                 | Techniques d'Éveil                                                                                                  |
| ----------------------------------------------------------------------------------- | --- | --- | ------------------------------------------------------------------------------------- | --- |
| Naruto Uzumaki                                                                      | - Orbe tourbillonnant à neuf queues - Fûton : Orbe shuriken                                                     | - Orbe tourbillonnant (possible dans les airs) / Orbe tourbillonnant géant (maintenir)                                                                                             | Kyûbi (4 Queues)                                                                      | - Salve de Chakra / Fusil de Chakra (depuis les airs)                                                               |
| Naruto Uzumaki (Mode Ermite)                                                        | - Fûton parfait : Orbe shuriken                                                                                 | - Furie de l'orbe (possible dans les airs) | Kyûbi (6 Queues)                                                                      | - Salve de Chakra                                                                                                   |
| Naruto Uzumaki (Chakra de Kyûbi)                                                    | - Senpô : Méga-déchaînement d'orbes tourbillonnants géants - Orbe des démons à queues                           | - Orbe tourbillonnant (possible dans les airs) / Orbe tourbillonnant géant (maintenir) - Orbe tourbillonnant (possible dans les airs) / Méga-orbe tourbillonnant géant (maintenir) | Chakra de Kyûbi                                                                       | - Explosion du démon à queues - Orbe tourbillonnant planétaire                                                      |
| Naruto Uzumaki (Mode Lien avec Kurama)                                              | - Orbe shuriken planétaire des démons à queues                                                                  | - Mini-orbe des démons à queues | - Kurama (yang) - Armature Susanô-Kurama (avec Sasuke Uchiwa)                         | - Orbe des démons à queues - Enton : Orbe shuriken                                                                  |
| Naruto Uzumaki (Mode Ermite Rikudô)                                                 | - Rikudô : Méga-orbe shuriken                                                                                   | - Orbe shuriken des démons à queues | - Kurama (yin) - Armature Susanô-Kurama (avec Sasuke Uchiwa)                          | - Méga-orbe shuriken des démons à queues - Enton : Orbe shuriken                                                    |
| Naruto Uzumaki (Naruto: THE LAST / 7e Hokage                                        | - Naru-tornade des 5000 poings                                                                                  | - Grêle d'orbes (possible en maintenant) | Mode Ermite Rikudô (version alternative)                                              | - Orbe des démons à queues                                                                                          |
| Naruto Uzumaki (La légende de Boruto)                                               | - Orbe shuriken parfait des démons à queues                                                                     | - Orbe tourbillonnant éclair / Senpô: Méga-orbe shuriken des démons à queues (maintenir)                                                                                           | Kurama (yin)                                                                          | - Orbe des démons à queues / Artillerie lourde des démons à queues (maintenir)                                      |
| Sasuke Uchiwa                                                                       | - Lance des mille oiseaux - Kirin                                                                               | - Katon : Boule de feu suprême / Katon : Feu du dragon (maintenir) | Sceau Maudit (niveau 2)                                                               | - Mille oiseaux noirs                                                                                               |
| Sasuke Uchiwa (“Taka”)                                                              | - Lumière céleste                                                                                               | - Mille oiseaux / Lame des mille oiseaux (maintenir) | Kaléidoscope hypnotique du Sharingan                                                  | - Lumière céleste                                                                                                   |
| Sasuke Uchiwa (Conseil des cinq Kage)                                               | - Susanô | - Enton : Kagutsuchi | Susanô (forme initiale)                                                               | - Enton : Kagutsuchi                                                                                                |
| Sasuke Uchiwa (Kaléidoscope hypnotique du Sharingan éternel)                        | - Épée de feu noir - Enton : Feu noir de Susanô                                                                 | - Enton : Feu noir bondissant (possible dans les airs) | - Susanô (forme initiale humanoïde) - Armature Susanô-Kurama (avec Naruto Uzumaki)    | - Enton : Feu noir de Susanô - Enton : Orbe shuriken                                                                |
| Sasuke Uchiwa (Rinnegan)                                                            | - Takemikazuchi-no-Kami                                                                                         | - Mille oiseaux d'onyx / Puissance de la main divine (maintenir) | - Forme parfaite de Susanô (aux ailes) - Armature Susanô-Kurama (avec Naruto Uzumaki) | - Les mille oiseaux de Susanô - Enton : Orbe shuriken                                                               |
| Sasuke Uchiwa (Naruto: THE LAST / Ninja vagabond)                                   | - Mille oiseaux : Brise-planète                                                                                 | - Enton : Boule de feu suprême (possible dans les airs) | Forme parfaite de Susanô (aux ailes)                                                  | - Les mille oiseaux de Susanô                                                                                       |
| Sasuke Uchiwa (La légende de Boruto)                                                | - Naissance de l'astre divin : Descente céleste                                                                 | - Puissance de la main divine : Mille oiseaux | Forme parfaite de Susanô (aux ailes)                                                  | - Enton : Kagutsuchi                                                                                                |
| Sakura Haruno (« Byakugô » / Naruto: THE LAST / La légende de Boruto)               | - Floraison : Choc du cerisier - La Création et le Renouveau suprêmes                                           | - Choc du cérisier (possible dans les airs) - Explosion du cerisier | La puissance des Cent                                                                 | - Poing d'or |
| Kakashi Hatake                                                                      | - Double éclair pourfendeur - Autorité divine                                                                   | - Doton : Crocs traqueurs - Éclair pourfendeur / Bête foudroyante (maintenir) | Kaléidoscope hypnotique du Sharingan                                                  | |
| Kakashi Hatake (Double Sharingan / 6e Hokage)                                       | - Éclair pourfendeur : Vitesse - Susanô : Éclair pourfendeur divin                                              | - Éclair pourfendeur / Chaîne d'éclairs (maintenir) | Forme parfaite de Susanô (aux ailes)                                                  | - Éclair pourfendeur divin                                                                                          |
| Jûgo                                                                                | - Mur vivant : Style zéro                                                                                       | - Mur vivant : Style un | Sceau Maudit (niveau 2: forme sémi-complète)                                          | |
| Suigetsu Hôzuki                                                                     | - Torrent : Technique de liquéfaction                                                                           | - Suiton : Dragon aqueux | Liquéfaction (son bras se fortifie)                                                   | - Suiton : Triple dragon aqueux                                                                                     |
| Karin                                                                               | - Frappe de l'aiguillon                                                                                         | - Vaporisation de parfum | Rage / Folie amoureuse (uniquement contre /Sasuke Uchiwa)                             | - Vaporisation de parfum explosif                                                                                   |
| Saï                                                                                 | - Monstres fantomatiques : Collection d'armures                                                                 | - Ninpô : Toile aux monstres fantomatiques / Ninpô : Toile aux monstres fantomatiques : Lions (maintenir)                                                                          | Toile aux monstres fantomatiques                                                      | - Ninpô : Toile aux monstres fantomatiques / Ninpô : Toile aux monstres fantomatiques : Oiseau et chien (maintenir) |
| Neji Hyûga                                                                          | - Les 64 poings du Hakke                                                                                        | - Le tourbillon divin (possible dans les airs) - La Paume du Hakke (possible dans les airs)                                                                                        | Byakûgan                                                                              | |
| Rock Lee                                                                            | - Sirocco de Konoha                                                                                             | - Combo de Konoha | Ouverture de la 5e Porte                                                              | - Irruption fracassante                                                                                             |
| Tenten                                                                              | - Outil de ninja : Boule de fer géante                                                                          | - Outil de ninja : Sphères explosives (possible dans les airs) | Parchemin aux outils de ninja                                                         | - Outil de ninja : Bombe géante                                                                                     |
| Gaï Maito                                                                           | - Le Paon matinal - Le Tigre diurne - Le Gaï nocturne                                                           | - Irruption fracassante | - Ouverture de la 7e Porte - Ouverture de la 8e Porte                                 | - Le Tigre diurne - Le Gaï nocturne                                                                                 |
| Shikamaru Nara                                                                      | - Invocation des ombres                                                                                         | - Entrelacement des ombres | Ombres constantes                                                                     | - Tournoiement des ombres                                                                                           |
| Chôji Akimichi                                                                      | - Paumes fracassantes                                                                                           | - Boulet humain hérissé | Ailes du Papillon                                                                     | - Le Papillon écrasant                                                                                              |
| Ino Yamanaka                                                                        | - Jardin de pétales dansants                                                                                    | - Fleur explosive | Eclosion                                                                              | |
| Asuma Sarutobi                                                                      | - Lame de chakra : Ligne droite                                                                                 | - Katon : Embrasement d'un tas de cendres | Hirondelle Volante                                                                    | |
| Shino Aburame                                                                       | - Jutsu secret : Marais d'insectes                                                                              | - Jutsu secret : Sphère d'insectes | Insectes destructeurs                                                                 | |
| Kiba Inuzuka                                                                        | - Vraie morsure de l'homme-bête                                                                                 | - Morsure de l'homme-bête (possible dans les airs) | La Danse du chien                                                                     | - Morsure du loup                                                                                                   |
| Hinata Hyûga (4e grande guerre des ninja / Naruto: THE LAST / La légende de Boruto) | - Paumes jumelles des lions agiles                                                                              | - Garde des 64 poings du Hakke - Paume céleste du Hakke (possible dans les airs) / Hakke: Paume céleste du lion (maintenir)                                                        | Paumes jumelles des lions agiles                                                      | |
| Yamato                                                                              | - Gênes du 1er Hokage                                                                                           | - Mokuton : Maillet de bois | Mokuton                                                                               | - Mokuton : Maillet de bois géant                                                                                   |
| Orochimaru                                                                          | - Technique du serpent géant                                                                                    | - Technique du serpent - Danse du faucheur | Serpent blanc (pénétration corporelle)                                                | - Technique du serpent blanc                                                                                        |
| Jiraya                                                                              | - Orbe tourbillonnant de bravoure                                                                               | - Orbe tourbillonnant | Mode Ermite                                                                           | - Senpô: Goémon |
| Tsunade                                                                             | - Terre paradisiaque                                                                                            | - Coup de pied marteau (possible dans les airs) | Force herculéenne                                                                     | - Poing d'or |
| Itachi Uchiwa (Vivant / Réanimé)                                                    | - Arcanes lunaires - Épée de Totsuka - Les couronnes magiques de Yasaka                                         | - Explosion du clone aqueux - Katon : Boule de feu suprême (possible dans les airs) - Lumière céleste                                                                              | Forme parfaite de Susanô (aux ailes)                                                  | - Projectiles de Susanô                                                                                             |
| Kisame Hoshigaki                                                                    | - Suiton : Vague explosive - Suiton : Grand requin élémentaire aqueux                                           | - Suiton : Requin élémentaire aqueux / Suiton : Requin tridirectionel (maintenir)                                                                                                  | Requin humain                                                                         | - Suiton : Grand requin aqueux                                                                                      |
| Deidara                                                                             | - C3 | - Argile explosive : Deux oiseaux | Dragon C2                                                                             | - C2 : Dragon explosif                                                                                              |
| Sasori                                                                              | - Monde de limaille                                                                                             | - Limaille coagulée : Clou / Limaille coagulée : Marteau géant (maintenir) | Arcanes Rouges : Le théâtre des 100 pantins                                           | - Barrage de feu |
| Tobi                                                                                | - Grande plaine minée                                                                                           | - Champ de mines | Sharingan (Changement de personnalité)                                                | - Katon : Boule de feu suprême                                                                                      |
| Hidan                                                                               | - Possession du sang                                                                                            | - Chasse aux esprits | Rituel de Jashin                                                                      | |
| Kakuzu                                                                              | - Rancune terrestre : Coup final                                                                                | - Katon : Face intrépide | Rancune terrestre (Shinzô)                                                            | - Masque explosif                                                                                                   |
| Konan                                                                               | - Danse du Shikigami : Châtiment                                                                                | - Danse du Shikigami | Ange de papier                                                                        | |
| Pain                                                                                | - 6 voies métempsychiques                                                                                       | - Répulsion céleste (possible dans les airs) | Jugement divin                                                                        | |
| Nagato                                                                              | - Naissance de l'astre divin                                                                                    | - Répulsion céleste (possible dans les airs) - Attaque de Shura : Distance | Les six voies métempsychiques                                                         | |
| Mei Terumi                                                                          | - Yôton : Explosion acide                                                                                       | - Yôton : Dissolution monstrueuse | Brouillard de Kiri                                                                    | - Futton : Brouillard ingénieux - Dérive                                                                            |
| A                                                                                   | - Déflagration foudroyante - Éclair perçant                                                                     | - Lariat | Armure de foudre                                                                      | - Chute de la guillotine                                                                                            |
| Ônoki                                                                               | - Jinton : Confinement hors du monde                                                                            | - Doton : Garde de pierre | Magnétisme (des pierres flottent autour de lui)                                       | - Jinton : Confinement hors du monde - Vrille                                                                       |
| Danzô Shimura                                                                       | - Izanagi | - Fûton : Déferlantes de vide | Dix Sharingan                                                                         | - Fûton : Sphères de vide majeures                                                                                  |
| Madara Uchiwa (Vivant / Réanimé)                                                    | - Paradis détruit - Forme parfaite de Susanô                                                                    | - Katon : Destruction infernale - Katon : Cantique de libération des flammes du dragon (possible dans les airs)                                                                    | - Rinnegan - Forme parfaite de Susanô                                                 | - Katon : Chant du dragon des flammes - Susanô : Double danse du faucheur                                           |
| Madara Uchiwa (Rikûdo)                                                              | - Météore filant                                                                                                | - Attraction noire | Arcanes lunaires infinis : Préliminaires (ses ombres des confins l'entourent)         | - Senpô : Éclair d'ombres des confins                                                                               |
| Hashirama Senju                                                                     | - Technique secrète Mokuton : Croissance luxuriante de la forêt                                                 | - Shuriken multiclonage - Mokuton : Destruction par la forêt | Guerrier Senju                                                                        | - Grande épée : Brise-heaume                                                                                        |
| Hashirama Senju (Réanimé - Mode Ermite)                                             | - Senpô - Mokuton : Myriade des paumes authentiques de Guanyin                                                  | - Mokuton : Dragon de bois (possible en maintenant) | Mokuton : Golem de bois                                                               | - Mokuton : Poing adamantin                                                                                         |
| Tobirama Senju                                                                      | - Suiton : Dragon aqueux explosif - Parchemins explosifs autorépliquants                                        | - Suiton : Dragon aqueux - Suiton : Barrière d'eau | Suiton                                                                                | - Hiraishin : Taille                                                                                                |
| Hiruzen Sarutobi                                                                    | - Emprisonnement des Morts - Méga-combo des cinq styles                                                         | - Katon : Embrasement infernal du dragon | Volonté du Feu                                                                        | |
| Minato Namikaze                                                                     | - Hiraishin : Combo - Éclair jaune de Konoha                                                                    | - Orbe tourbillonnant / Espace-temps : Furie de l'orbe (maintenir) | L'Éclair Jaune de Konoha                                                              | |
| Minato Namikaze (Réanimé)                                                           | - Hiraishin : Jiku Shippu Senko Rennodan Zeroshiki                                                              | - Orbe tourbillonnant / Hiraishin : niveau 2 (maintenir) | Lien avec Kurama (yin)                                                                | - Taille céleste type-zéro (possible dans les airs)                                                                 |
| Kushina Uzumaki                                                                     | - Habanero, la sanguinaire                                                                                      | - Attaque de la poêle à frire | La colère de Habanero                                                                 | - Sceau |
| Obito Uchiwa (Peau de Zetsu)                                                        | - Mokuton : Chaos infernal                                                                                      | - Mokuton : Lance de joute (possible dans les airs) | Sharingan (État de rage)                                                              | - Mokuton : Grande lance sylvestre                                                                                  |
| Homme Masqué                                                                        | - Invocation : Kyûbi                                                                                            | - Tombeau Tenchi | Sharingan                                                                             | |
| Tobi (Rinnegan)                                                                     | - Invocation : Statue de l'hérétique                                                                            | - Katon : Déchaînement de feu suprême | Sharingan / Rinnegan                                                                  | |
| Obito Uchiwa (Adulte)                                                               | - Invocation : Jûbi                                                                                             | - Katon : Déflagrations vorticelles | Sharingan / Rinnegan (pleine puissance)                                               | |
| Obito Uchiwa (Rikudô)                                                               | - Sabre divin : Sabre de Nunoboko                                                                               | - Fournaise de vérité | Sabre de Nunoboko                                                                     | - Rikudô : Lanterne de croix                                                                                        |
| Kabuto Yakushi                                                                      | - Technique de nécromancie                                                                                      | - Scalpel de chakra | Scalpel de chakra                                                                     | |
| Kabuto Yakushi (Implantation des cellules d'Orochimaru)                             | - Invocation : Réincarnation des âmes                                                                           | - Nécromancie | Gênes d'Orochimaru                                                                    | - Technique du serpent                                                                                              |
| Kabuto Yakushi (Mode Ermite)                                                        | - Senpô : Réincarnation inorganique                                                                             | - Senpô : Rage dispersée | Technique des démons jumeaux                                                          | - Tayuya: Flûte démoniaque : Spectres                                                                               |
| Kaguya Ôtsutsuki                                                                    | - Orbe final de vérité                                                                                          | - Poings de vide des 80 dieux | Rinne Sharingan / Byakûgan                                                            | |
| Kakashi Hatake (jeune)                                                              | - Sabre de chakra blanc                                                                                         | - Mille oiseaux - Katon : Boule de feu suprême | Croc-Blanc                                                                            | |
| Obito Uchiwa (jeune)                                                                | - Katon : Technique de la balsamine                                                                             | - Katon : Boule de feu suprême | Sharingan                                                                             | |
| Rin Nohara                                                                          | - Carnage de Sanbi                                                                                              | - Invocation : Dévalement de bûches | Sanbi (Isobu)                                                                         | - Orbe des démons à queues                                                                                          |
| Konoha-Maru Sarutobi                                                                | - Super harem                                                                                                   | - Orbe tourbillonnant | Certitude du ninja                                                                    | |
| Hanabi Hyûga                                                                        | - Style Hanabi : 64 poings du Hakke                                                                             | - Style Hanabi : Tourbillon divin | Byakûgan                                                                              | - Le tourbillon divin                                                                                               |
| Shisui Uchiwa                                                                       | - Déités célestes : Kôbô                                                                                        | - Style Uchiwa : Danse auréolée - Katon : Boule de feu suprême | Forme parfaite de Susanô (aux ailes)                                                  | - Susanô : Tsukumo                                                                                                  |
| Killer Bee                                                                          | - Lariat | - Bombe d'élevation | Gyûki                                                                                 | - Tornade des huit queues                                                                                           |
| Gaara (Kazekage / 4e grande guerre des ninja / La légende de Boruto)                | - Prison du désert - Épieu de la prison du désert - Grand mausolée de sable                                     | - Déferlante de sables mouvants | - Shukaku - Le Kazekage de Suna                                                       | - Orbe des démons à queues (uniquement en Shukaku)                                                                  |
| Kankurô                                                                             | - Technique de la chambre noire : Trois grandes tragédies - Technique de la chambre noire : Théâtre du scorpion | - Pantin : Pluie de Mai | - Contrôle de Sasori                                                                  | - Arcanes Rouges : Théâtre des 100 pantins (possible dans les airs)                                                 |
| Temari                                                                              | - Chute de la tornade                                                                                           | - Invocation : Danse du Faucheur | Robe Vent                                                                             | - Fûton : Filet suspendu                                                                                            |
| Chiyo                                                                               | - Aspiration des trois trésors                                                                                  | - Théâtre des pantins : Deux en un | Arcanes Blancs : Les dix pantins de Chikamatsu                                        | - Explosion d'assaut                                                                                                |
| Naruto Uzumaki (jeune)                                                              | - Naru-tornade des 2000 poings                                                                                  | - Balle d'ombre chargée - Orbe tourbillonnant | Kyûbi à une queue                                                                     | - Orbe tourbillonnant vermillon                                                                                     |
| Sasuke Uchiwa (jeune)                                                               | - Mille oiseaux                                                                                                 | - Mille oiseaux - Katon : Boule de feu suprême | - Sharingan - Sceau Maudit (niveau 2)                                                 | - Complainte des mille oiseaux (uniquement en Sceau Maudit, niveau 2)                                               |
| Sakura Haruno (jeune)                                                               | - Immense Sakura                                                                                                | - Piège | Rage                                                                                  | |
| Neji Hyûga (jeune)                                                                  | - Les 64 poings du Hakke                                                                                        | - Tourbillon divin | Byakûgan                                                                              | |
| Rock Lee (jeune)                                                                    | - La fleur de Lotus, verso                                                                                      | - Tornade de Konoha | Ouverture de la 4e Porte                                                              | - Danse mortelle de l'infini                                                                                        |
| Tenten (jeune)                                                                      | - Outil de ninja : Le million de lames du Chaos                                                                 | - Outil de ninja : La lame aux mille coups | Outil de ninja                                                                        | |
| Shikamaru Nara (jeune)                                                              | - Ninpô : Strangulation des Ombres                                                                              | - Lame volante explosive | Stratégie                                                                             | |
| Chôji Akimichi (jeune)                                                              | - Jumbo décuplement                                                                                             | - Le boulet humain | Pleine puissance                                                                      | |
| Ino Yamanaka (jeune)                                                                | - Ninpô : Submersion de Fleurs                                                                                  | - Couronne de Fleurs | Furie                                                                                 | |
| Shino Aburame (jeune)                                                               | - Insectes destructeurs : Chrysalide                                                                            | - La Marche des insectes | Homme-insecte                                                                         | |
| Kiba Inuzuka (jeune)                                                                | - Morsure du Loup                                                                                               | - Morsure de l'homme-bête | Homme-bête                                                                            | |
| Hinata Hyûga (jeune)                                                                | - 64 Poings projecteurs du Hakke                                                                                | - Double paume chargée | Byakûgan                                                                              | |
| Gaara (jeune)                                                                       | - Funérailles impériales du désert                                                                              | - Le tombeau du désert - Bruine de sable | Armure de sable                                                                       | |
| Kankurô (jeune)                                                                     | - Technique de la Chambre Noire                                                                                 | - Pantin : Pluie de Mai | Art marionnettiste                                                                    | |
| Temari (jeune)                                                                      | - Danse du faucheur                                                                                             | - Mur de vent hurlant | Eventail aux trois Soleils                                                            | |
| Zabuza Momochi                                                                      | - Technique du meurtre silencieux                                                                               | - Suiton : Dragon aqueux | Aura démoniaque                                                                       | |
| Haku                                                                                | - Jutsu secret : Les Démoniaques miroirs de glace                                                               | - Jutsu secret : Déploiement aqueux fatal | Froid extrême                                                                         | |
| Kimimaro                                                                            | - Danse des jeunes fougères arborescente                                                                        | - La danse du mélèze | Sceau Maudit (niveau 2)                                                               | - Danse de la clématite : Vigne et fleur                                                                            |
| Jirōbō                                                                              | - Poing d'Arhat                                                                                                 | - Rixe brutale | Sceau Maudit (niveau 2)                                                               | - Doton : Motte de terre                                                                                            |
| Kidômaru                                                                            | - Arc arachnéen : Puissance maximale                                                                            | - Technique du balayage arachnéen / Invocation : Araignée géante (maintenir) | Sceau Maudit (niveau 2) / Invocation : Araignée géante                                | - Arc arachnéen : Ouragan                                                                                           |
| Sakon/Ukon                                                                          | - Grêle de poings : Rakshasa                                                                                    | - Invocation : Le Rempart | Sceau Maudit (niveau 2)                                                               | - Poing du dernier soupir (possible en maintenant)                                                                  |
| Tayuya                                                                              | - Flûte démoniaque : Dissonance hallucinatoire                                                                  | - Flûte démoniaque : Point d'orgue | Sceau Maudit (niveau 2)                                                               | - Flûte démoniaque : Spectres - Triton                                                                              |
| Yugito Nii                                                                          | - Brasier du chat                                                                                               | - Boule de poils du chat | Matatabi                                                                              | - Orbe des démons à queues                                                                                          |
| Yagura                                                                              | - Écume de la mer déchaînée                                                                                     | - Ondes coraliennes | Isobu                                                                                 | - Orbe des démons à queues                                                                                          |
| Rôshi                                                                               | - Grande explosion aveuglante                                                                                   | - Yoton : Éboulement incandescent | Son Gokû                                                                              | - Orbe des démons à queues                                                                                          |
| Han                                                                                 | - Saut des cinq montagnes                                                                                       | - Coup de pied éruptif | Kokuô                                                                                 | - Orbe des démons à queues                                                                                          |
| Utakata                                                                             | - Kyrielle de bulles                                                                                            | - Suiton : Bulles explosives | Saiken                                                                                | - Orbe des démons à queues                                                                                          |
| Fû                                                                                  | - Explosion d'écailles                                                                                          | - Aile tranchante | Chômei                                                                                | - Orbe des démons à queues                                                                                          |
| Darui                                                                               | - Ranton : Chasse noire                                                                                         | - Raiton : Laser circus | Éclair noir                                                                           | |
| Mifune                                                                              | - Décapitation nette                                                                                            | - Danger des lames dansantes | Samouraï                                                                              | |
| Hanzô                                                                               | - Ninpô : Brume tranchante                                                                                      | - Cercle explosif | La Salamandre                                                                         | |
| 4e Kazekage                                                                         | - Jinton : Grandes funérailles de poussière d'or                                                                | - Déferlante de poussière d'or | Magnétisme                                                                            | |
| 3e Raikage                                                                          | - Un doigt de l'enfer : Ultime                                                                                  | - Quatre doigts de l'enfer | Armure de foudre                                                                      | |
| 2e Tsuchikage                                                                       | - Jinton : Division - Confinement hors du monde                                                                 | - Jinton : Confinement hors du monde | Magnétisme                                                                            | |
| 2e Mizukage                                                                         | - Canon aqueux                                                                                                  | - Brumes du tyran | Brume du tyran                                                                        | |
| Boruto Uzumaki (La légende de Boruto / Examen des chûnins / Récup'Naruto)           | - Frappe de Boruto - Chevauchée du vent - Tempête spiralée de Boruto                                            | - Orbe tourbillonnant (possible dans les airs) - Ruée de Boruto - Orbe tourbillonnant                                                                                              | Détermination                                                                         | |
| Sarada Uchiwa (La légende de Boruto / Examen des chûnins)                           | - Formation des shurikens des Uchiwa : Éclair bondissant - Averse destructrice                                  | - Foudre évanescente - Perforation foudroyante | Sharingan                                                                             | |
| Mitsuki                                                                             | - Orochi sauvage                                                                                                | - Vagues de vent | Phase d'amollissement                                                                 | |
| Iruka Umino                                                                         | - Rugissement d'amour                                                                                           | - Barrière rectangulaire | Résolution                                                                            | - Barrière rectangulaire : Triple sceau                                                                             |
| Mecha-Naruto                                                                        | - Canon du démon à queues                                                                                       | - Roquette tourbillonnante | Mecha-Kyûbi                                                                           | - Laser ultime |
| Kinshiki Ôtsutsuki                                                                  | - Furie incontrôlable                                                                                           | - Coup d'ôdachi | Byakûgan (pleine puissance)                                                           | - Flèche ailée divine                                                                                               |
| Momoshiki Ôtsutsuki                                                                 | - Triple menace                                                                                                 | - Chasse aux faisans | Transformation                                                                        | - Tourbillon pourpre                                                                                                |